# Sympodomma australiensis
Sympodomma australiensis är en kräftdjursart som beskrevs av George Eric Howard Foxon 1932. Sympodomma australiensis ingår i släktet Sympodomma och familjen Bodotriidae.
Artens utbredningsområde är Queensland. Inga underarter finns listade i Catalogue of Life.